# Энрикес Гомес, Антонио
Антонио Энрикес Гомес, известный также, как Фернандо де Сарате и Кастроново, Энрике Энрикес де Пас (исп. Antonio Enríquez Gómez; около 1601, Куэнка, Испания — около 1663, Севилья) — испанско-португальский поэт, драматург, прозаик Золотого века Испании.

## Биография
Из марранов. Родился в семье крещёного еврея. Новый христианин. С 1588 года испанская инквизиция сожгла на кострах почти всех членов его семьи. Среди жертв были дед по отцовской линии поэта Франсиско де Мора Молина, которого сожгли в Куэнка в 1592 году, бабушку Леонор Энрикес приговорили к тюремному заключению до 1600 года, а его собственный отец был приговорён к конфискации имущества в 1624 году. Его дядя по отцу, Антонио Энрикес де Мора в 1619 году бежал в Бордо от инквизиции.
Образование получил в Кастилии. Обладая исключительными умственными способностями, Гомес с ранних лет посвятил себя наукам.
В возрасте 20 лет поступил на службу в испанскую армию, отличился и дослужился до чина капитана, примкнул к рыцарскому ордену святого Михаила.
В 1636 году, подозреваемый в криптоиудаизме, отрёкся от христианской веры и в том же году бежал во Францию, жил в Бордо и Руане или Париже, где принял имя Антонио Энрикес Гомес и стал мажордом короля Франции Людовика XIII, которому посвятил Luis dado de Dios 4 Anna (Париж, 1645).
Примерно через двенадцать лет переехал в Амстердам, где публично объявил о своём обращении в иудаизм, к религии своих предков. В ответ на это испанская инквизиция заочно приговорила Гомеса к сожжению, как вероотступника и 14 апреля 1660 года сожгла его чучело в Севилье.

## Творчество
Ещё во время пребывания в Испании выступил в качестве драматурга.
По его собственным словам, написал 22 комедии, частью исторических, частью героических, для которых характерно применение своеобразного трехсложного хорея. Лучшая из них: «A lo que Obliga el honor» напоминает «Médico de su honra» Кальдерона.
Некоторые его драмы вышли в свет под именем Кальдерона («Amados de las Rios, Ludios de Espana», Мадрид, 1848). Его драмы часто принимались за произведения Кальдерона.
Его «El Sanson Nazareno» — неудавшаяся этическая поэма (Руан, 1656), всецело проникнутая гонгоризмом, как и другая поэма автора, полуповествовательная, полумистическая: «La culpa del Primer Peregrino» (Руан, 1644, Мадрид, 1735). Как пишет ЭСБЕ довольно слабое в литературном отношении его теологическо-мистическое произведение: «El Siglo Pitagorico» (Руан, 1644, Брюссель, 1727), где автор пользуется старым учением о переселении душ, чтобы на основе его вывести целый ряд сатирических сцен. Этот роман удачен там, где автор не покидает реальной почвы; гораздо менее ему удаются экскурсии в область воображения и поэзии. «La vida de D. Gregorio Guadana» — новелла во духе Кеведо. «Роlitiса Angelica» (Руан, 1647) содержит взгляды автора на управление государством.
На библейские темы написал «Самсон Назорея» (1656) и «Вавилонскую башню» (1647). Гомес работал почти во всех областях литературы, выделяясь как философ, поэт, теолог и статистик. : «A lo que obliga el honor» (1642), «La prudente Abigaïl» и т. д.
Его лирические произведения не лишены мысли и чувства. Две его драмы помещены в 42 том мадридской «Biblioteca des Autores españoles».
Автор плутовских романов.

## Избранные произведения
- «El siglo pitagórico y vida de don Gregorio Guadana» (Руан, 1644)
- «El Samson Nazareno» (Pyан, 1656),
- «Academias morales de las musas» (1642)
- «La Тоrrе de Babilonia» (1649)
- «A lo que Obliga el honor».
- Эта статья (раздел) содержит текст, взятый (переведённый) из одиннадцатого издания «Британской энциклопедии», перешедшего в общественное достояние.